# Dolohmwar
Dolohmwar ili Totolom je treća najviša točka Saveznih Država Mikronezije s nadmorskom visinom od 760 m/nm. Mount Nanlaud, koja se nalazi 1.9 km u smjeru sjever-sjeverozapadu, najviša je točka otoka na 782 m/nm. Između njih je Ngihneni, unutar metar ili dva od Nanlauda. Sva tri su jasno prikazana na konačnoj topografskoj izmjeri USGS -a 1:25 000. 
Dolohmwar se nalazi na otoku u državi Pohnpei.